# Botum Sakor
Botum Sakor là một huyện ở tỉnh Koh Kong, tây nam Campuchia.

## Các đơn vị trực thuộc
| Botum Sakor  |                                                                  |
| Khum (Xã)    | Phum (Làng)                                                      |
| Andoung Tuek | Andoung Tuek, Chi Meal, Prai, Chi Treh, Prateal, Ta Meakh, Ta Ok |
| Kandaol      | Kandaol, Prolean, Tam Kan, Thnong                                |
| Ta Nuon      | Ta Nun, Tuol Pou, Preaek Khyang, Bak Ronoas                      |
| Thma Sa      | Chamlang Kou, Chamkar Leu, Srae Thmei, Srae Trav, Thma Sa        |